# Hansi Schenk
Hansi Schenk (* 1974) ist ein deutscher Sänger aus Rödermark/Hessen.
Hansi Schenks Lieder gehören in den Bereich der Partymusik. Bei dem ersten 2008 unter dem Plattenlabel Zyx veröffentlichten Titel Gute Freunde kann niemand trennen, der im Original aus dem Jahre 1966 von Franz Beckenbauer stammt, handelt es sich um eine Neuaufnahme des Titels unter Einspielung eines Chors, der als gesangliches Element diente.
In eine weitere Version des Titels Gute Freunde kann niemand trennen sind gesprochene Elemente als Persiflage auf den Politiker Edmund Stoiber eingearbeitet.
Der zweite, unter Zyx veröffentlichte Titel heißt "Der Alpen-Fussballmarsch" mit gesanglichem Verweis auf die Fußball-Europameisterschaft 2008. Musikalische Grundlage ist bei diesem Song das Traditional "Zillertaler Hochzeitsmarsch". Auch dieser Titel existiert in mehreren Versionen.
Eine weitere Persiflage auf die Steueraffäre in Deutschland im Jahre 2008 ist der auf dem Traditional "Zillertaler Hochzeitsmarsch" basierenden Titel "Das Steuersparlied-der Liechtensteiner Steuermarsch", in dem wieder die stimmliche Parodie von Heinz Schenk zum Tragen kommt.

## Maxi-Singles
- 2008: Gute Freunde kann niemand trennen
- 2008: Der Alpen-Fussballmarsch